# NGC 6568
NGC 6568 (другие обозначения — OCL 28, ESO 590-SC6) — рассеянное скопление в созвездии Стрелец.
Этот объект входит в число перечисленных в оригинальной редакции «Нового общего каталога».